# Receptor inmunológico

ejemplo de receptor inmunológico

Un receptor inmunológico (o receptor inmune) es un receptor, generalmente en una membrana celular, que se une a una sustancia (por ejemplo, una citocina) y provoca una respuesta en el sistema inmunológico. 

## Tipos
Los principales receptores del sistema inmunológico son los receptores de reconocimiento de patrones (PRR), los receptores tipo Toll (TLR), los receptores activados e inhibidores de asesinas (KAR y KIR), los receptores del complemento, los receptores Fc, los receptores de células B y los receptores de células T.
| Receptor                                                             | Vinculados a                                      | Función |
| -------------------------------------------------------------------- | ------------------------------------------------- | --- |
| Receptores de reconocimiento de patrones (PRR) (TLR, NLR )           | patrones moleculares asociados a patógenos (PAMP) | Mediar la secuencia producción de citocinas -> inflamación -> destrucción del patógeno                                                   |
| Receptores activados por asesinas e inhibidores asesinas (KAR y KIR) |                                                   | Aprovecha las células NK para identificar células huésped anormales (KAR) o inhibir la destrucción inadecuada de la célula huésped (KIR) |
| Receptores del complemento                                           | proteínas del complemento, por ejemplo, microbios | Permitir que las células B y fagocíticas reconozcan microbios y complejos inmunes                                                        |
| Receptores Fc                                                        | complejos de epítopo-anticuerpo                   | Estimular la fagocitosis |
| Receptores de células B                                              | epítopos                                          | Diferenciación de células B en células plasmáticas y proliferación.                                                                      |
| Receptores de células T                                              | epítopos lineales unidos a MHC                    | Activar las células T |
| Receptores de citocinas                                              | citocinas                                         | Regulación y coordinación de respuestas inmunes                                                                                          |